# Independence Pass
Independence Pass, oorspronkelijk Hunter Pass, is een hoge bergpas in de Sawatch Range, een deel van de Rocky Mountains in de Amerikaanse staat Colorado. De pas ligt op de Continental Divide op een hoogte van 3.687 meter. De Independence Pass ligt tussen Aspen en Twin Lakes, op de grens tussen Pitkin en Lake County.
De pas wordt overgestoken door de Colorado State Highway 82, die daarmee een van de hoogste verharde wegen van de staat is. Het is de hoogstgelegen verharde weg over de Continental Divide in de Verenigde Staten. Door zware sneeuwval is de pas 's winters gesloten, waardoor Aspen in het wintersportseizoen afgesloten wordt van rechtstreekse toegang naar het oosten. 's Zomers is de pas een populaire trekpleister. Vanaf een uitkijkpunt kunnen bezoekers er kennis maken met de alpiene, boomloze toendra-omgeving. Men heeft er een goed zicht op het oosten van Mount Elbert, de op één na hoogste berg van de 48 aaneengesloten staten. Er zijn ook wandelpaden en mogelijkheden tot boulderen. In de late lente en vroege zomer kan er gelanglauft worden op de flanken van de Independence Pass. De USA Pro Challenge (voorheen de Ronde van Colorado) passeert sinds 2011 ook over de bergpas.
De pas werd gevormd door gletsjers en erosie. Zebulon Pike was in 1806 de eerste westerling die de pas waarnam. In de late 19e eeuw was het de westelijke grens van Europese nederzetting in die streek, omdat het gebied ten westen van de Continental Divide voorbehouden was voor de Ute. Prospectors staken de pas toch over op 4 juli 1879, Independence Day, waardoor zowel de pas als het gelijknamige, nu verlaten dorpje ten westen ervan Independence heten. Er werd een tolweg over de pas aangelegd, maar die werd opgeheven toen Aspen een spoorverbinding kreeg. In de jaren 20 werd een nieuwe weg aangelegd.